# Alessandro Capra
Alessandro Capra (Cremona, 1608 circa – Cremona, 1684 circa) è stato un architetto e inventore italiano.

## Biografia
Studiò architettura con l'insegnamento di Giacomo Erba e inventò diverse macchine. Fu al servizio dei governatori spagnoli dello Stato di Milano, Gonzalo Fernández de Córdoba e Ambrogio Spinola. In quel periodo si dedicò all'ingegneria bellica.
Nel periodo 1672–1682, pubblicò tre volumi di geometria e architettura militare e civile. Lavorò al Duomo di Pontremoli.
I suoi due figli, Giusto e Domenico, produssero diverse invenzioni idrauliche.

## Opere

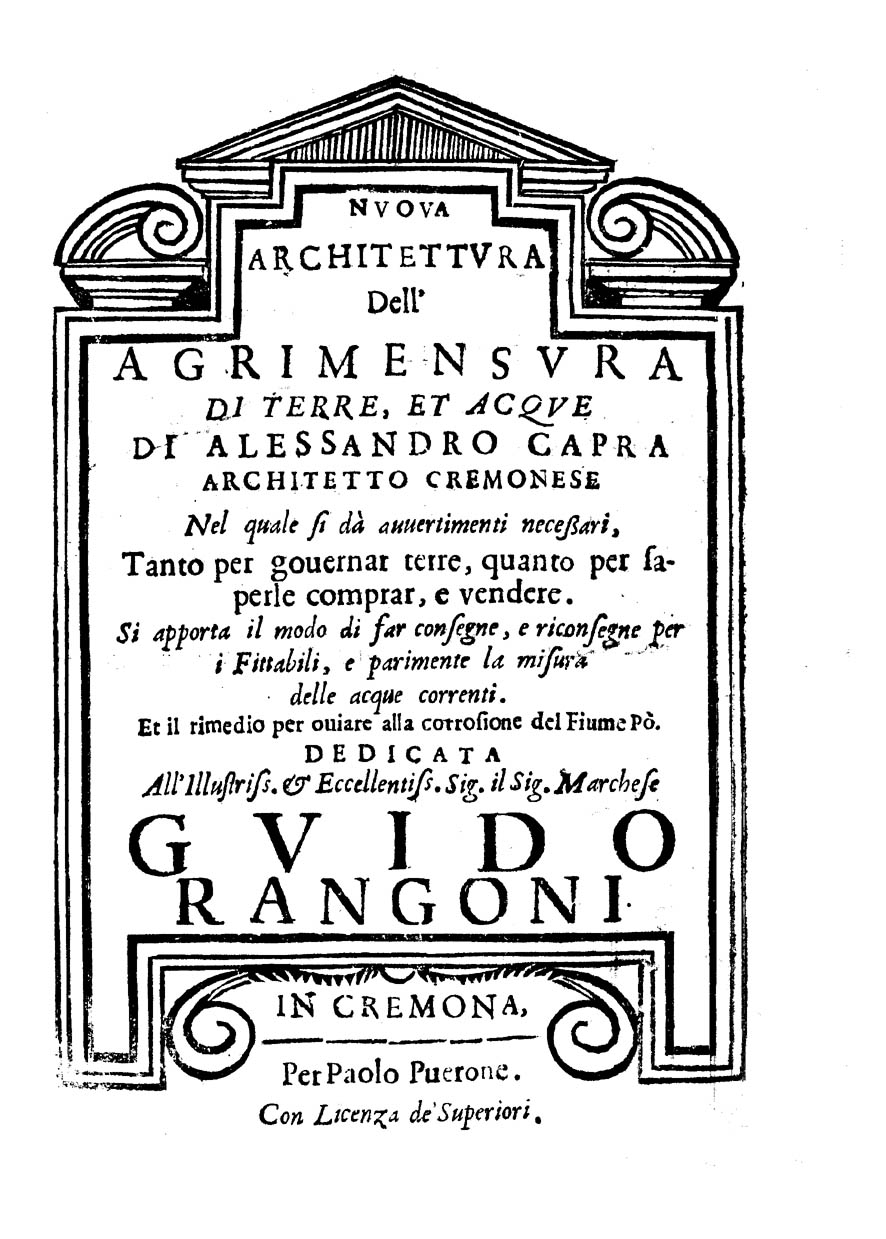
Nuova architettura dell'agrimensura di terre e acque

- Nuova architettura dell'agrimensura di terre e acque, Cremona, Paolo Puerone, 1672.
- Geometria famigliare, Cremona, Giovanni Pietro Zanni, 1673.
- Nuova architettura famigliare, Bologna, Giacomo Monti, 1678.
- Nuova architettura militare, Bologna, Giacomo Monti, 1683.
- La nuova architettura civile e militare, Cremona, Pietro Ricchini, 1717.